# Michelin Le Mans Cup 2023
Navigation
Édition précédente Édition suivante
La Michelin Le Mans Cup 2023 est la huitième édition du championnat européen Michelin Le Mans Cup. Elle a débuté le 22 avril à Barcelone et s'est terminée le 15 octobre à Portimão.
Les voitures de catégorie LMP3 et GT3 participent à ce championnat.

## Calendrier
Le 22 septembre 2022, dans le cadre des 4 Heures de Spa-Francorchamps, l'ACO dévoile le calendrier de la saison 2023 de la Michelin Le Mans Cup. Comme les saisons précédentes, le championnat comprend des « courses support » du championnat European Le Mans Series, ainsi que l'épreuve Road to Le Mans, qui fait partie du week-end des 24 Heures du Mans. Par rapport à la saison 2022, le championnat comporte une manche supplémentaire en Espagne sur le Circuit Motorland Aragon, remplaçant ainsi la manche s'étant déroulée la saison précédente sur le Circuit de Monza. La dernière manche se déroulant sur l'Autódromo Internacional do Algarve est programmée à la même date que la dernière manche du WeatherTech SportsCar Championship 2023, le Petit Le Mans 2023.
Le 8 octobre 2022, l'ACO annonce que la finale du championnat European Le Mans Series 2023 est décalée d'une semaine, et qu'elle se tiendra donc du 20 au 22 octobre afin d'éviter le conflit cité ci-dessus. De ce fait, la dernière manche de la Michelin Le Mans Cup 2023 est également décalée.
Le 11 avril 2023, l'ACO annonce que les 4 Heures d'Imola seront reportées en raison du retard pris par les travaux lancés par la Formule 1 sur le circuit. Finalement, le 15 juin 2023, l'ACO annonce que le championnat se rendra en Espagne à Motorland au mois d'août.
| N° | Date         | Course            | Circuit                            | Lieu          | Pays     |
| -- | ------------ | ----------------- | ---------------------------------- | ------------- | -------- |
| 1  | 22 avril     | Barcelone         | Circuit de Barcelone               | Montmeló      | Espagne  |
| 2  | 8 juin       | Road to Le Mans   | Circuit des 24 Heures              | Le Mans       | France   |
| 3  | 15 juillet   | Le Castellet      | Circuit Paul-Ricard                | Le Castellet  | France   |
| 4  | 25 août      | Motorland         | Circuit Motorland Aragon           | Alcañiz       | Espagne  |
| 5  | 23 septembre | Spa-Francorchamps | Circuit de Spa-Francorchamps       | Francorchamps | Belgique |
| 6  | 15 octobre   | Algarve           | Autódromo Internacional do Algarve | Portimão      | Portugal |

## Engagés

### LMP3
Toutes les voitures ont un moteur Nissan VK56 5,6 l V8 Atmo.
| No.  | Pays                          | Écurie                      | Voiture            | Pilotes                                                                                              | Pilotes                                                                                              | Pilotes                                                                                              |
| No.  | Pays                          | Écurie                      | Voiture            | Les chiffres entre parenthèses sont la ou les manches auxquelles le pilote ou l'écurie sont inscrits | Les chiffres entre parenthèses sont la ou les manches auxquelles le pilote ou l'écurie sont inscrits | Les chiffres entre parenthèses sont la ou les manches auxquelles le pilote ou l'écurie sont inscrits |
| LMP3 | LMP3                          | LMP3                        | LMP3               | LMP3                                                                                                 | LMP3                                                                                                 | LMP3                                                                                                 |
| ---- | ----------------------------- | --------------------------- | ------------------ | --- | --- | --- |
| 2    |                               | CD Sport                    | Ligier JS P320     | Fabien Michal (Toutes)                                                                               | Kirill Smal (en) (Toutes)                                                                            | |
| 3    |                               | DKR Engineering             | Duqueine M30 - D08 | Alexander Bukhanstov (Toutes)                                                                        | James Winslow (Toutes)                                                                               | |
| 4    |                               | Nielsen Racing              | Duqueine M30 - D08 | Matt Bell (Toutes)                                                                                   | John Melsom (Toutes)                                                                                 | |
| 5    |                               | DKR Engineering             | Duqueine M30 - D08 | Sebastian Arenram (2)                                                                                | Robin Rogalski (2)                                                                                   | |
| 6    |                               | ANS Motorsport              | Ligier JS P320     | Jonathan Brossard (Toutes)                                                                           | Nicolas Schatz (Toutes)                                                                              | |
| 7    |                               | Nielsen Racing              | Ligier JS P320     | Josh Skelton (Toutes)                                                                                | Anthony Wells (Toutes)                                                                               | |
| 8    |                               | Graff Racing                | Ligier JS P320     | George Nakas (Toutes)                                                                                | Fraser Ross (Toutes)                                                                                 | |
| 9    |                               | Racing Spirit of Léman      | Ligier JS P320     | Christian Gisy (1–3, 5–6)                                                                            | Ralf Kelleners (1–3, 5–6)                                                                            | Antoine Doquin (4)                                                                                   |
| 9    | Jean-Ludovic Foubert (4)      | Racing Spirit of Léman      | Ligier JS P320     | | | |
| 11   |                               | CD Sport                    | Ligier JS P320     | Franck Chappard (Toutes)                                                                             | Shahan Sarkissian (Toutes)                                                                           | |
| 12   |                               | Racing Spirit of Léman      | Ligier JS P320     | Antoine Doquin (2)                                                                                   | Jacques Wolff (2)                                                                                    | |
| 13   |                               | Inter Europol Competition   | Ligier JS P320     | Santiago Concepción Serrano (Toutes)                                                                 | Ben Stone (Toutes)                                                                                   | |
| 14   | Daniel Ali (Toutes)           | Inter Europol Competition   | Ligier JS P320     | Andres Latorre Canon (Toutes)                                                                        | | |
| 15   | Bryson Morris (Toutes)        | Inter Europol Competition   | Ligier JS P320     | Chris Short (Toutes)                                                                                 | | |
| 16   |                               | Team Virage                 | Ligier JS P320     | Julien Gerbi (Toutes)                                                                                | Gillian Henrion (en) (Toutes)                                                                        | |
| 17   |                               | IDEC Sport                  | Ligier JS P320     | Patrice Lafargue (1–4, 6)                                                                            | Dino Lunardi (1–4, 6)                                                                                | |
| 20   |                               | United Autosports           | Ligier JS P320     | Andy Meyrick (2)                                                                                     | Daniel Schneider (2)                                                                                 | |
| 21   | Jim McGuire (2)               | United Autosports           | Ligier JS P320     | Guy Smith (2)                                                                                        | | |
| 22   | Scott Andrews (de) (1–3, 5–6) | United Autosports           | Ligier JS P320     | Gerald Kraut (1–3, 5–6)                                                                              | Josh Caygill (4)                                                                                     | |
| 22   | Garnet Patterson (4)          | United Autosports           | Ligier JS P320     | | | |
| 23   | Wayne Boyd (Toutes)           | United Autosports           | Ligier JS P320     | John Schauerman (Toutes)                                                                             | | |
| 25   |                               | 360 Racing                  | Ligier JS P320     | Belén García (Toutes)                                                                                | Mark Richards (1–2, 4–6)                                                                             | James Dayson (3)                                                                                     |
| 26   | Tommy Foster (Toutes)         | 360 Racing                  | Ligier JS P320     | Terrence Woodward (Toutes)                                                                           | | |
| 27   |                               | 24-7 Motorsport             | Ligier JS P320     | Andrew Ferguson (Toutes)                                                                             | Louis Hamilton-Smith (Toutes)                                                                        | |
| 28   |                               | MV2S Racing                 | Ligier JS P320     | Christophe Cresp (de) (Toutes)                                                                       | Jérôme de Sadeleer (en) (Toutes)                                                                     | |
| 29   | Matthias Lüthen (en) (1-4)    | MV2S Racing                 | Ligier JS P320     | Emilien Carde (1, 3–6)                                                                               | Mathis Poulet (2)                                                                                    | |
| 29   | Philippe Cimadomo (en) (5–6)  | MV2S Racing                 | Ligier JS P320     | | | |
| 30   |                               | Frikadelli Racing Team (de) | Ligier JS P320     | Klaus Abbelen (en) (1-4)                                                                             | Felipe Fernández Laser (en)Felipe Fernández Laser (1-4)                                              | |
| 33   |                               | WTM par Rinaldi Racing      | Duqueine M30 - D08 | Torsten Kratz (2)                                                                                    | Leonard Weiss (2)                                                                                    | |
| 38   |                               | Graff Racing                | Ligier JS P320     | Haowen Luo (2)                                                                                       | Sébastien Page (2)                                                                                   | |
| 39   | James Sweetnam (Toutes)       | Graff Racing                | Ligier JS P320     | Lucca Allen (en) (1-2)                                                                               | Paul Trojani (3)                                                                                     | |
| 39   | Xavier Lloveras (es) (4)      | Graff Racing                | Ligier JS P320     | Samir Ben (5-6)                                                                                      | | |
| 48   |                               | Murphy Prototypes           | Duqueine M30 - D08 | Adrian Watt (1-3)                                                                                    | Dan Skočdopole (1-2)                                                                                 | Will Powell (en) (3)                                                                                 |
| 48   | Will Bratt (4-5)              | Murphy Prototypes           | Duqueine M30 - D08 | Torsten Kratz (4, 6)                                                                                 | Josh Caygill (5)                                                                                     | |
| 48   | Enzo Elias (en) (6)           | Murphy Prototypes           | Duqueine M30 - D08 | | | |
| 58   |                               | Team Virage                 | Ligier JS P320     | Manuel Espírito Santo (2)                                                                            | Martin Rich (2)                                                                                      | |
| 59   | Oscar Bittar (Toutes)         | Team Virage                 | Ligier JS P320     | Alessandro Bracalente (Toutes)                                                                       | | |
| 66   |                               | Rinaldi Racing              | Ligier JS P320     | Daniel Keilwitz (Toutes)                                                                             | Steve Parrow (Toutes)                                                                                | |
| 67   |                               | Haegeli by T2 Racing        | Duqueine M30 - D08 | Pieder Decurtins (1–3, 5–6)                                                                          | Brent Verheyen (1–3, 5–6)                                                                            | |
| 68   |                               | M Racing                    | Ligier JS P320     | Hugo Delacour (1-2)                                                                                  | Guilherme Oliveira (en) (1-2)                                                                        | Sacha Lehmann (3-5)                                                                                  |
| 68   | Miguel Cristóvão (3)          | M Racing                    | Ligier JS P320     | Erwin Creed (4-6)                                                                                    | | |
| 69   | Miguel Cristóvão (2)          | M Racing                    | Ligier JS P320     | Sacha Lehmann (2)                                                                                    | | |
| 77   |                               | Team Thor                   | Ligier JS P320     | Auðunn Guðmundsson (en) (Toutes)                                                                     | Colin Noble (Toutes)                                                                                 | |
| 87   |                               | Cool Racing                 | Ligier JS P320     | Adrien Chila (Toutes)                                                                                | Cédric Oltramare (Toutes)                                                                            | |
| 97   | David Droux (de) (Toutes)     | Cool Racing                 | Ligier JS P320     | Luis Sanjuan (Toutes)                                                                                | | |

### GT3
| No. | Pays                        | Écurie                    | Voiture                       | Pilotes                                                                                              | Pilotes                                                                                              | Pilotes                                                                                              |
| No. | Pays                        | Écurie                    | Voiture                       | Les chiffres entre parenthèses sont la ou les manches auxquelles le pilote ou l'écurie sont inscrits | Les chiffres entre parenthèses sont la ou les manches auxquelles le pilote ou l'écurie sont inscrits | Les chiffres entre parenthèses sont la ou les manches auxquelles le pilote ou l'écurie sont inscrits |
| GT3 | GT3                         | GT3                       | GT3                           | GT3                                                                                                  | GT3                                                                                                  | GT3                                                                                                  |
| --- | --------------------------- | ------------------------- | ----------------------------- | --- | --- | --- |
| 10  |                             | Racing Spirit of Léman    | Aston Martin Vantage AMR GT3  | Valentin Hasse-Clot (en) (Toutes)                                                                    | Arnold Robin (Toutes)                                                                                | |
| 18  |                             | Team Parker Racing        | Porsche 911 GT3 R             | Nick Jones (Toutes)                                                                                  | Scott Malvern (en) (Toutes)                                                                          | |
| 19  |                             | Leipert Motorsport (de)   | Lamborghini Huracán GT3 Evo 2 | Patrick Kujala (en) (Toutes)                                                                         | Gabriel Rindone (Toutes)                                                                             | |
| 24  | Lamborghini Huracán GT3 Evo | Leipert Motorsport (de)   | Brendon Leitch (en) (6)       | Gregg Gorski (6)                                                                                     | | |
| 31  |                             | Team WRT                  | BMW M4 GT3                    | Max Hesse (en) (2)                                                                                   | Tim Whale (2)                                                                                        | |
| 42  |                             | Steller Motorsport        | Audi R8 LMS Evo II            | Sennan Fielding (en) (Toutes)                                                                        | James Wood (1–3)                                                                                     | Mark Cole (4–5)                                                                                      |
| 42  | Sylvain Guintoli (6)        | Steller Motorsport        | Audi R8 LMS Evo II            | | | |
| 46  |                             | Team WRT                  | BMW M4 GT3                    | Jérôme Policand (2)                                                                                  | Valentino Rossi (2)                                                                                  | |
| 51  |                             | AF Corse                  | Ferrari 296 GT3               | Kei Cozzolino (Toutes)                                                                               | Hiroshi Koizumi (Toutes)                                                                             | |
| 52  | Ferrari 488 GT3 Evo 2020    | AF Corse                  | Laurent de Meeus (2)          | Jamie Stanley (2)                                                                                    | | |
| 53  | Ferrari 488 GT3 Evo 2020    | AF Corse                  | Gino Forgione (2)             | Andrea Montermini (2)                                                                                | | |
| 55  |                             | GMB Motorsport            | Honda NSX GT3 Evo22           | Thomas Andersen (Toutes)                                                                             | Simon Birch (Toutes)                                                                                 | |
| 57  |                             | Winward Racing            | Mercedes-AMG GT3 Evo          | George Kurtz (2)                                                                                     | Russell Ward (en) (2)                                                                                | |
| 63  |                             | Iron Lynx                 | Lamborghini Huracán GT3 Evo 2 | Hiroshi Hamaguchi (en) (1–3, 5)                                                                      | Vincent Abril (1–3, 5)                                                                               | |
| 64  |                             | Team Parker Racing        | Porsche 911 GT3 R             | Charles Bateman (Toutes)                                                                             | Alex Martin (en) (Toutes)                                                                            | |
| 70  |                             | Leipert Motorsport (de)   | Lamborghini Huracán GT3 Evo 2 | Brendon Leitch (en) (6)                                                                              | Gregg Gorski (6)                                                                                     | |
| 74  |                             | Kessel Racing             | Ferrari 488 GT3 Evo 2020      | Murat Çuhadaroğlu (2)                                                                                | David Fumanelli (en) (2)                                                                             | |
| 76  |                             | IMSA LS Group Performance | Porsche 911 GT3 R             | Charlie Luck (2)                                                                                     | Marco Seefried (2)                                                                                   | |
| 83  |                             | AF Corse                  | Ferrari 296 GT3               | Emmanuel Collard (Toutes)                                                                            | Charles-Henri Samani (Toutes)                                                                        | |
| 86  |                             | HCR avec CaffeineSix      | Porsche 911 GT3 R             | Tim Creswick (Toutes)                                                                                | Anders Fjordbach (Toutes)                                                                            | |
| 88  |                             | GMB Motorsport            | Honda NSX GT3 Evo22           | Jan Magnussen (Toutes)                                                                               | Lars Engelbreckt Pedersen (Toutes)                                                                   | |
| 95  | BMW M4 GT3                  | GMB Motorsport            | Kristian Poulsen (2)          | Roland Poulsen (2)                                                                                   | | |

## Résultats
Les noms en Gras indique les vainqueurs au classement général.
| Mc. | Mc. | Circuit                  | Équipe vainqueure LMP3            | Équipe vainqueure GT3                 | Résultats |
| Mc. | Mc. | Circuit                  | Pilotes vainqueurs LMP3           | Pilotes vainqueurs GT3                | Résultats |
| --- | --- | ------------------------ | --------------------------------- | ------------------------------------- | --------- |
| 1   | 1   | Circuit de Barcelone     | N°16 Team Virage                  | N°10 Racing Spirit of Léman           | Résultats |
| 1   | 1   | Circuit de Barcelone     | Julien Gerbi Gillian Henrion (en) | Valentin Hasse-Clot (en) Arnold Robin | Résultats |
| 2   | C1  | Le Mans                  | N°4 Nielsen Racing                | N°31 Team WRT                         | Résultats |
| 2   | C1  | Le Mans                  | Matt Bell John Melsom             | Max Hesse (en) Tim Whale              | Résultats |
| 2   | C2  | Le Mans                  | N°97 Cool Racing                  | N°46 Team WRT                         | Résultats |
| 2   | C2  | Le Mans                  | David Droux (de) Luis Sanjuan     | Jérôme Policand Valentino Rossi       | Résultats |
| 3   | 3   | Paul Ricard              | N°16 Team Virage                  | N°19 Leipert Motorsport (de)          | Résultats |
| 3   | 3   | Paul Ricard              | Julien Gerbi Gillian Henrion (en) | Patrick Kujala (en) Gabriel Rindone   | Résultats |
| 4   | 4   | Circuit Motorland Aragon | N°4 Nielsen Racing                | N°51 AF Corse                         | Résultats |
| 4   | 4   | Circuit Motorland Aragon | Matt Bell John Melsom             | Kei Cozzolino Hiroshi Koizumi         | Résultats |
| 5   | 5   | Spa                      | N°23 United Autosports            | N°42 Steller Motorsport               | Résultats |
| 5   | 5   | Spa                      | Wayne Boyd John Schauerman        | Sennan Fielding (en) Mark Cole        | Résultats |
| 6   | 6   | Algarve                  | N°7 Nielsen Racing                | N°63 Iron Lynx                        | Résultats |
| 6   | 6   | Algarve                  | Josh Skelton Anthony Wells        | Hiroshi Hamaguchi (en) Vincent Abril  | Résultats |

## Classement

### Attribution des points
| Système des points | Système des points | Système des points | Système des points | Système des points | Système des points | Système des points | Système des points | Système des points | Système des points | Système des points | Système des points | Système des points |
| Position           | 1er                | 2e                 | 3e                 | 4e                 | 5e                 | 6e                 | 7e                 | 8e                 | 9e                 | 10e                | Au-delà            | Pole position      |
| ------------------ | ------------------ | ------------------ | ------------------ | ------------------ | ------------------ | ------------------ | ------------------ | ------------------ | ------------------ | ------------------ | ------------------ | ------------------ |
| Points             | 25                 | 18                 | 15                 | 12                 | 10                 | 8                  | 6                  | 4                  | 2                  | 1                  | 0.5                | 1                  |
| Le Mans            | 15                 | 9                  | 7                  | 6                  | 5                  | 4                  | 3                  | 2                  | 1                  | 0.5                | 0.5                | 1                  |

### Championnat des pilotes
Seules les 10 premières places sont affichées ici (18 pilotes), au total 55 pilotes ont été classés.